# Arisaema sizemoreae
Arisaema sizemoreae är en kallaväxtart som beskrevs av Wilbert Leonard Anna Hetterscheid och Guy Gusman. Arisaema sizemoreae ingår i släktet Arisaema och familjen kallaväxter. Inga underarter finns listade.